# ماهدر أسافا
ماهدر أسافا (من مواليد الخامس من تشرين الأول/أكتوبر 1987) هي ممثلة إثيوبية اشتهرت بعدما لعبت دور البطولة في المسلسل التلفزيوني الطويل سيو لو سيو (بالفرنسية: Sew le Sew) عام 2011.

## الحياة المُبكّرة والتعليم
وُلدت ماهدر أسافا في الخامس من تشرين الأول/أكتوبر 1987 في أديس أبابا. عاشت هناك حتى بلغت الخامسة من عمرها حينما انتقلت رفقة أسرتها للعيشِ في حيّ كيرا المجاور. التحقت ماهدر بالمدرسة الابتدائية في أتسي زيراي يعقوب ثم التحقت بعد ذلك بالمدرسة الثانوية في شيمليس هابتي، أكملت تعليمها الجامعي في جامعة آدمز حيثُ درست علوم السكرتارية. أثناء التحاقها بالكلية، عملت كمندوبة مبيعات، كما أبدت اهتمامُا بالرقص وعلى الرغم من رغبةِ والديها في التركيز على تعليمها إلّا أنها استمرت في الرقص مُشكّلةً مجموعة رقصٍ مع بعض صديقاتها. اشتهرت هذه المجموعة محليًا حتى أنها تلقت دعواتٍ من مجموعة من الموسيقيين الإثيوبيين بما في ذلك داويت ميليس وتيببو ووركيي لإصدار أعمال مشتركة.

## المسيرة المهنيّة
عند تركها الكليّة، حصلت ماهدر أسافا على وظيفةٍ في مطار أديس أبابا بولي الدولي حيث عملت مندوبة مبيعاتٍ لمدة أربع سنوات تقريبًا. خلال هذا الوقت، بدأت تشقُّ طريقها نحو عالم السينما حيثُ تدمت للمشاركة في فيلم تسراليش (بالإنجليزية: Tasralech) وحصلت على دور ثانويّ على الرغم من تحفظات مخرجي الفيلم بسببِ افتقارها للخبرة في التمثيل. أقنعها أحد الأصدقاء لاحقًا بالانضمام إلى شركة إنتاج، وبعد فيلمها الأول ذاك لعبت ماهدر أسافا دور البطولة في عدة أفلام أخرى لعلّ أبرزها: عمران، 45 كي، لينيغا سيل، تسينو كال، بودي جارد، هيووت إينا ساك، آيراك وأفلام أخرى.
تألّقت ماهدر أسافا عام 2011 في المسلسل التلفزيوني الطويل سيو لو سيو الذي حقَّقَ نجاحًا كبيرًا وجلب لها الكثير من الشعبيّة في إثيوبيا. جلبت عليها مشاركتها في المسلسل الكثير من النجاح فسُرعان ما بدأت العمل في اللوحات الإعلانية والمجلات والإعلانات التلفزيونية، كما انتقلت للمجال السينمائي فضلًا عن مشاركتها في العديد من البرامج التلفزيونية بما في ذلك إي تي في ليواتاتوش (بالإنجليزية: ETV Lewtatoch) على إي بي إس تي في (بالإنجليزية: EBS TV).

## الحياة الشخصية
انتشرت في وقتٍ ما شائعاتٌ مفادها أن لأسافا علاقة قوية مع رجل الأعمال السعودي محمد حسين العمودي، حيثُ ذكرت بعضُ الصحف الشعبية في إثيوبيا أن الاثنين مخطوبينِ وأن مهدر كانت حاملاً بطفله.

## الجوائز والترشيحات
اختير فيلم عمران الذي شاركت فيهِ ماهدر أسافا من قِبل قناة إف إم 102.1 (بالإنجليزية: FM 102.1) أفضل فيلمٍ لعام 2013 وذلك بناءً على اختيارات الجمهور، كما تُوجّت أسافا من قِبل نفس القناة بجائزة أفضل ممثلة لذاك العام.